# John Brophy Award
Der John Brophy Award ist eine Eishockeytrophäe der ECHL, die jährlich an den besten Trainer in der ECHL verliehen wird. Die Trophäe wurde 2003 nach John Brophy, einem ehemaligen Cheftrainer der ECHL, benannt. Zuvor wurde die Trophäe unter dem Namen ECHL Coach of the Year verliehen. Brophy gilt mit drei gewonnenen ECHL-Meisterschaften in den 1990er-Jahren als bislang erfolgreichster Cheftrainer der Ligahistorie und ist seit 2009 außerdem Mitglied der ECHL Hall of Fame. Der Gewinner wird von den Cheftrainern der ECHL gewählt.

## Gewinner
| Saison  | Trainer                    | Team                            |
| ------- | -------------------------- | ------------------------------- |
| 2024/25 | Jared Nightingale          | South Carolina Stingrays        |
| 2023/24 | Andrew Lord                | Greenville Swamp Rabbits        |
| 2022/23 | Everett Sheen              | Idaho Steelheads                |
| 2021/22 | Jeff Pyle                  | Atlanta Gladiators              |
| 2020/21 | Bruce Ramsay               | Wichita Thunder                 |
| 2019/20 | Steve Bergin               | South Carolina Stingrays        |
| 2018/19 | Matt Thomas                | Cincinnati Cyclones             |
| 2017/18 | Brad Ralph                 | Florida Everblades              |
| 2016/17 | Dan Watson                 | Toledo Walleye                  |
| 2015/16 | Richard Matvichuk          | Missouri Mavericks              |
| 2014/15 | Derek Lalonde              | Toledo Walleye                  |
| 2013/14 | Spencer Carbery            | South Carolina Stingrays        |
| 2012/13 | Jarrod Skalde              | Cincinnati Cyclones             |
| 2011/12 | Rob Murray John Wroblewski | Alaska Aces Gwinnett Gladiators |
| 2010/11 | Brent Thompson             | Alaska Aces                     |
| 2009/10 | Derek Laxdal               | Idaho Steelheads                |
| 2008/09 | Rick Kowalsky              | Trenton Devils                  |
| 2007/08 | Chuck Weber                | Cincinnati Cyclones             |
| 2006/07 | Davis Payne                | Alaska Aces                     |
| 2005/06 | Glen Gulutzan              | Las Vegas Wranglers             |
| 2004/05 | Nick Vitucci               | Toledo Storm                    |
| 2003/04 | Pat Bingham                | Wheeling Nailers                |
| 2002/03 | Claude Noël                | Toledo Storm                    |
| 2001/02 | Dave Farrish               | Louisiana IceGators             |
| 2000/01 | Troy Ward                  | Trenton Titans                  |
| 1999/00 | Bob Ferguson               | Florida Everblades              |
| 1998/99 | Bob Ferguson               | Florida Everblades              |
| 1997/98 | Chris Nilan                | Chesapeake Icebreakers          |
| 1996/97 | Brian McCutcheon           | Columbus Chill                  |
| 1995/96 | Roy Sommer                 | Richmond Renegades              |
| 1994/95 | Jim Playfair               | Dayton Bombers                  |
| 1993/94 | Barry Smith                | Knoxville Cherokees             |
| 1992/93 | Kurt Kleinendorst          | Raleigh IceCaps                 |
| 1991/92 | Doug Sauter                | Winston-Salem Thunderbirds      |
| 1990/91 | Don Jackson                | Knoxville Cherokees             |
| 1989/90 | Dave Allison               | Virginia Lancers                |
| 1988/89 | Ron Hansis                 | Erie Panthers                   |